# Object Management Group
L'Object Management Group (OMG) è un consorzio di standard del settore informatico, creato nel 1989, con 440 aziende tra cui: Microsoft, Digital, HP, NCR, SUN, OSF con l'obiettivo di creare un sistema di gestione di un'architettura distribuita. Gli standard più importanti che sono stati proposti riguardano l'architettura CORBA, il linguaggio di modellazione UML e lo standard XMI.

## Attività commerciali
L'obiettivo dell'OMG era un modello di oggetto comune, portatile e interoperabile con metodi e dati che funzionano utilizzando tutti i tipi di ambienti di sviluppo su tutti i tipi di piattaforme.
Il gruppo fornisce solo specifiche, non implementazioni. Tuttavia, prima che una specifica possa essere accettata come standard dal gruppo, i membri del team che la presenta devono garantire che immetteranno sul mercato un prodotto conforme entro un anno. Questo è un tentativo di prevenire standard non implementati (e non implementabili). Altre aziende private o gruppi open source sono incoraggiati a produrre prodotti conformi e OMG sta cercando di sviluppare meccanismi per garantire una vera interoperabilità.
L'OMG organizza quattro riunioni tecniche all'anno per i suoi membri e per i non membri interessati. Le riunioni tecniche offrono un forum neutrale per discutere, sviluppare e adottare standard che consentano l'interoperabilità del software.

## Storia
Fondata nel 1989 da undici aziende (tra cui Hewlett-Packard, IBM, Sun Microsystems, Apple Computer, American Airlines, iGrafx e Data General), l'obiettivo iniziale di OMG era la creazione di uno standard eterogeneo per oggetti distribuiti. Il team esecutivo fondatore includeva Christopher Stone e John Slitz. L'attuale leadership include il presidente e CEO Richard Soley, il presidente e COO Bill Hoffman e il vicepresidente e direttore tecnico Jason McC. Smith.
Dal 2000, la sede internazionale del gruppo è situata a Boston, nel Massachusetts.
Nel 1997, l'Unified Modeling Language (UML) è stato aggiunto all'elenco delle tecnologie adottate da OMG. UML è un linguaggio di modellazione standardizzato e di uso generale nel campo dell'ingegneria del software orientata agli oggetti.
Nel giugno 2005, la Business Process Management Initiative (BPMI.org) e OMG hanno annunciato la fusione delle rispettive attività di Business Process Management (BPM) per formare la Business Modeling and Integration Domain Task Force (BMI DTF).
Nel 2006, l'OMG ha adottato come standard il Business Process Model and Notation (BPMN). Nel 2007, l'OMG ha adottato come standard il Business Motivation Model (BMM). Il BMM è un metamodello che fornisce un vocabolario per la governance aziendale e la pianificazione strategica, particolarmente rilevante per le aziende che intraprendono attività di governance, compliance normativa, trasformazione aziendale e pianificazione strategica.
Nel 2009 OMG, insieme al Software Engineering Institute dell'Università Carnegie Mellon, ha lanciato il Consortium of IT Software Quality (CISQ).

### 2010
Nel 2011 OMG ha fondato il Cloud Standards Customer Council. Tra gli sponsor fondatori figurano CA, IBM, Kaavo, Rackspace e Software AG. Il CSCC è un gruppo di difesa degli utenti finali di OMG dedicato ad accelerare l'adozione di successo del cloud e ad approfondire gli standard, la sicurezza e le problematiche di interoperabilità che circondano la transizione al cloud.
Nel settembre 2011, il Consiglio di Amministrazione di OMG ha votato per adottare la libreria Vector Signal and Image Processing Library (VSIPL) come ultima specifica OMG. Il lavoro per l'adozione della specifica è stato guidato dalla divisione Embedded Software di Mentor Graphics, da RunTime Computing Solutions, da The Mitre Corporation e dalla High Performance Embedded Computing Software Initiative (HPEC-SI). VSIPL è un'interfaccia di programmazione delle applicazioni (API). VSIPL e VSIPL++ contengono funzioni utilizzate per il kernel di elaborazione del segnale comune e altri calcoli. Queste funzioni includono aritmetica di base, trigonometria, calcoli trascendentali, elaborazione del segnale, algebra lineare ed elaborazione delle immagini. La famiglia di librerie VSIPL è stata implementata da diversi fornitori per una vasta gamma di architetture di processore, tra cui x86, PowerPC, Cell e GPU NVIDIA. VSIPL e VSIPL++ sono progettate per mantenere la portabilità su una vasta gamma di architetture di processore. Inoltre, VSIPL++ è stata progettata fin dall'inizio per includere il supporto per il parallelismo.
Tra la fine del 2012 e l'inizio del 2013, il Consiglio di Amministrazione del gruppo ha adottato la specifica Automated Function Point (AFP). La spinta per l'adozione è stata guidata dal Consortium for IT Software Quality (CISQ). AFP fornisce uno standard per l'automazione della popolare misura dei punti funzione secondo le linee guida di conteggio dell'International Function Point User Group (IFPUG).
Il 27 marzo 2014, OMG ha annunciato che avrebbe gestito il neonato Industrial Internet Consortium (IIC).

## Norme ISO ratificate
Dei numerosi standard mantenuti dall'OMG, 13 sono stati ratificati come standard ISO. Questi standard sono:
- BPMN
- Modello di maturità dei processi aziendali (BPMM)
- CORBA
- MOF
- KDM
- AFP
- OCL
- SysML
- UML
- UPDM
- XMI